# Ременчик, Даниил Яковлевич
Дании́л Я́ковлевич Реме́нчик (1863 — после 1907) — член II Государственной думы от Минской губернии, крестьянин.

## Биография
Православный, крестьянин местечка Любань Бобруйского уезда.
Начальное образование получил дома, грамотный. Занимался земледелием (4 десятины надельной и 17 десятин приобретенной земли). По одному четырёхлетию был волостным старшиной и волостным судьей. Состоял членом Русского окраинного союза.
В феврале 1907 года был избран в Государственную думу II созыва от общего состава выборщиков Минского губернского избирательного собрания. Входил в группу беспартийных. Выступал по аграрному вопросу.
Судьба после роспуска II Думы неизвестна.